# Buvilly
Buvilly és un municipi francès situat al departament del Jura i a la regió de Borgonya - Franc Comtat. L'any 2007 tenia 357 habitants.

## Demografia

### Població
El 2007 la població de fet de Buvilly era de 357 persones. Hi havia 156 famílies de les quals 44 eren unipersonals (28 homes vivint sols i 16 dones vivint soles), 56 parelles sense fills, 52 parelles amb fills i 4 famílies monoparentals amb fills.
La població ha evolucionat segons el següent gràfic:
Habitants censats

### Habitatges
El 2007 hi havia 183 habitatges, 162 eren l'habitatge principal de la família, 15 eren segones residències i 6 estaven desocupats. 168 eren cases i 15 eren apartaments. Dels 162 habitatges principals, 133 estaven ocupats pels seus propietaris, 24 estaven llogats i ocupats pels llogaters i 5 estaven cedits a títol gratuït; 1 tenia una cambra, 8 en tenien dues, 20 en tenien tres, 36 en tenien quatre i 97 en tenien cinc o més. 132 habitatges disposaven pel capbaix d'una plaça de pàrquing. A 70 habitatges hi havia un automòbil i a 80 n'hi havia dos o més.

### Piràmide de població
La piràmide de població per edats i sexe el 2009 era:
| Homes | Edats   | Dones |
| ----- | ------- | ----- |
| 0     | 95 o +  | 0     |
| 0     | 90 a 94 | 0     |
| 4     | 85 a 89 | 4     |
| 4     | 80 a 84 | 4     |
| 4     | 75 a 79 | 8     |
| 20    | 70 a 74 | 8     |
| 8     | 65 a 69 | 12    |
| 16    | 60 a 64 | 8     |
| 8     | 55 a 59 | 16    |
| 8     | 50 a 54 | 12    |
| 12    | 45 a 49 | 0     |
| 20    | 40 a 44 | 12    |
| 12    | 35 a 39 | 12    |
| 20    | 30 a 34 | 16    |
| 4     | 25 a 29 | 12    |
| 0     | 20 a 24 | 8     |
| 16    | 15 a 19 | 16    |
| 4     | 10 a 14 | 16    |
| 12    | 5 a 9   | 4     |
| 4     | 0 a 4   | 12    |

## Economia
El 2007 la població en edat de treballar era de 217 persones, 172 eren actives i 45 eren inactives. De les 172 persones actives 164 estaven ocupades (84 homes i 80 dones) i 8 estaven aturades (3 homes i 5 dones). De les 45 persones inactives 26 estaven jubilades, 11 estaven estudiant i 8 estaven classificades com a «altres inactius».

### Ingressos
El 2009 a Buvilly hi havia 163 unitats fiscals que integraven 379,5 persones, la mediana anual d'ingressos fiscals per persona era de 19.998 €.

### Activitats econòmiques
Dels 12 establiments que hi havia el 2007, 5 eren d'empreses de construcció, 3 d'empreses de comerç i reparació d'automòbils, 1 d'una empresa d'informació i comunicació, 1 d'una empresa immobiliària i 2 d'empreses de serveis.
Dels 4 establiments de servei als particulars que hi havia el 2009, 1 era un guixaire pintor i 3 fusteries.
L'any 2000 a Buvilly hi havia 25 explotacions agrícoles que ocupaven un total de 304 hectàrees.

## Poblacions més properes
El següent diagrama mostra les poblacions més properes.